# Rosa vagiana
Rosa vagiana — вид рослин з родини розових (Rosaceae); ендемік Карпат.

## Поширення
Наводиться для Угорщини, Словаччини, України (Закарпаття).